# Gran Bretagna ai Giochi della X Olimpiade
La Gran Bretagna partecipò ai Giochi della X Olimpiade, svoltisi a Los Angeles, Stati Uniti, dal 30 luglio al 14 agosto 1932, con una delegazione di 108 atleti impegnati in dieci discipline.

## Medagliere

### Per discipline
| Sport            | Oro | Argento | Bronzo | Totale |
| ---------------- | --- | ------- | ------ | ------ |
| Atletica leggera | 2   | 4       | 2      | 8      |
| Canottaggio      | 2   | 0       | 0      | 2      |
| Ciclismo         | 0   | 1       | 1      | 2      |
| Scherma          | 0   | 1       | 0      | 1      |
| Vela             | 0   | 1       | 0      | 1      |
| Nuoto            | 0   | 0       | 2      | 2      |
| Totale           | 4   | 7       | 5      | 16     |

### Medaglie
| Medaglia | Atleta                                                      | Sport            | Evento                                       |
| -------- | ----------------------------------------------------------- | ---------------- | -------------------------------------------- |
| Oro      | Tommy Hampson                                               | Atletica leggera | 800 metri piani                              |
| Oro      | Tommy Green                                                 | Atletica leggera | Marcia 50 km                                 |
| Oro      | Hugh Edwards Lewis Clive                                    | Canottaggio      | Due senza maschile                           |
| Oro      | Felix Badcock Hugh Edwards Jack Beresford Rowland George    | Canottaggio      | Quattro senza maschile                       |
| Argento  | Jerry Cornes                                                | Atletica leggera | 1500 metri piani                             |
| Argento  | Sam Ferris                                                  | Atletica leggera | Maratona                                     |
| Argento  | Tom Evenson                                                 | Atletica leggera | 3460 metri siepi                             |
| Argento  | Crew Stoneley Tommy Hampson David Burghley Godfrey Rampling | Atletica leggera | Staffetta 4×400 metri                        |
| Argento  | Ernest Chambers Stan Chambers                               | Ciclismo         | Tandem                                       |
| Argento  | Judy Guinness                                               | Scherma          | Fioretto individuale femminile               |
| Argento  | Colin Ratsey Peter Jaffe                                    | Vela             | Star                                         |
| Bronzo   | Don Finlay                                                  | Atletica leggera | 110 metri ostacoli                           |
| Bronzo   | Eileen Hiscock Gwen Porter Violet Webb Nellie Halstead      | Atletica leggera | Staffetta 4×100 metri femminile              |
| Bronzo   | Ernest Johnson Bill Harvell Frank Southall Charles Holland  | Ciclismo         | Inseguimento a squadre                       |
| Bronzo   | Valerie Davies                                              | Nuoto            | 100 metri dorso femminili                    |
| Bronzo   | Valerie Davies Helen Varcoe Joyce Cooper Edna Hughes        | Nuoto            | Staffetta 4x100 metri stile libero femminile |